# Beaumont (ort i Irland)
Beaumont är en stadsdel i Irlands huvudstad Dublin, 6 km norr om stadens centrum. Beaumont ligger 52 meter över havet och antalet invånare är 8 609.